# Xylomoia
Xylomoia là một chi bướm đêm thuộc họ Noctuidae.

## Loài
- Xylomoia apameoides Hacker, 1989
- Xylomoia chagnoni Barnes & Benjamin, 1917
- Xylomoia fusei Sugi, 1976
- Xylomoia graminea (Graeser, [1889])
- Xylomoia indirecta (Grote, 1875)
- Xylomoia retinax Mikkola, 1998
- Xylomoia stangelmaieri Mikkola, 1998
- Xylomoia strix Mikkola, 1980

## Former species
- Xylomoia didonea is now Photedes didonea (Smith, 1894)